# Макаренко, Дарья Алексеевна
Дарья Алексеевна Макаренко (род. 7 марта 1992) — российская футболистка, защитник. Выступала за сборную России. Мастер спорта России международного класса.

## Биография

### Клубная карьера
Футболом занимается с 7 лет. Первые тренеры — Михаил Шапиро, Евгения Иванова. Проходила обучение в детско-юношеской спортивной школе олимпийского резерва «Иртыш». С 2012 года по 2016 год защищала цвета ЖФК «Звезда-2005». В 2017 году была игроком клуба «Рязань-ВДВ».
Перед началом сезона 2018 года приостановила карьеру из-за травм.

### Карьера в сборной
Выступала в составе молодёжной сборной на чемпионате Европы 2011 года (U-19), а также была в заявке на взрослый чемпионат Европы 2013 года.

## Достижения
«Звезда-2005»
- Чемпион России (2): 2014, 2015
- Серебряный призёр чемпионата России (2): 2013, 2016
- Обладатель Кубка России (4): 2011/12, 2013, 2015, 2016

«Рязань-ВДВ»
- Серебряный призёр чемпионата России (1): 2017

## Личная жизнь
Дарья окончила музыкальную школу в 2005 году, а также гимназию № 76 г. Омска. Учится в СибГУФК по специальности «тренер-преподаватель».